# Megachile nigroaurea
Megachile nigroaurea är en biart som beskrevs av Pasteels 1965. Megachile nigroaurea ingår i släktet tapetserarbin, och familjen buksamlarbin. Inga underarter finns listade i Catalogue of Life.